# 기동전사 건담 철혈의 오펀스
《기동전사 건담 철혈의 오펀스》(일본어: 機動戦士ガンダム 鉄血のオルフェンズ)는 선라이즈에서 제작한 일본의 로봇 애니메이션이다. 2015년 10월부터 2016년 3월까지 제1기, 동년 10월부터 2017년 3월까지 방영되었다.

## 개요
「기동전사 건담」(이하 1st) 등의 우주세기 작품과는 다른 세계관을 무대로 삼아 건담 시리즈 작품의 하나.
스토리의 큰 테마로서 선라이즈는 「드라마가 센 소년들의 이야기로서 신세대 건담」, 「단계적으로 진화하는 건담」을 꼽았으며, 「건프라의 팬 등 기존층뿐 아니라 젊은층과 아시아 등 신세대 팬층의 획득을 노린 예비 지식이 없어도 즐길 수 있는 건담 작품」임을 강조하고 있다.